# Sibiu (distrito)
Sibiu é um judeţ (distrito) da Romênia, na região da Transilvânia. Sua capital é a cidade de Sibiu.